# Mercedes-Benz Baureihe 214
Die Baureihe 214 (E-Klasse) ist ein Automobil der oberen Mittelklasse von Mercedes-Benz, das seit 2023 als Limousine (W 214), als T-Modell (S 214) und Crossover-Modell All-Terrain (X 214) gebaut wird. Es löst damit den Vorgänger, die Baureihe 213, ab. Anders noch als mit der Baureihe 238 wird die E-Klasse nicht mehr als baureiheneigenes Coupé oder Cabrio verfügbar sein, da diese Modelle als CLE fortgeführt werden, welche zugleich auch die Coupé- und Cabrio-Linie der Baureihe 205 (C-Klasse) ablösen.

## Modellgeschichte

### Allgemeines
Die Baureihe wurde als Limousine im April 2023 präsentiert und kam im Sommer 2023 auf den Markt. Das T-Modell folgte im Juni 2023 und als Offroad-Variante All-Terrain im September 2023 etwas zeitversetzt. Eine sportliche Version von Mercedes-AMG wurde im März 2024 vorgestellt. Die Produktion erfolgt im Mercedes-Benz-Werk Sindelfingen sowie in einer 5,09 Meter langen Langversion (V 214) für den chinesischen Markt in Peking.
Während Mitbewerber BMW von der achten Generation des 5er, die einen Monat nach der Baureihe 214 vorgestellt wurde, ein batterieelektrisches Derivat (i5) auf der gleichen Basis wie das Verbrennermodell in der oberen Mittelklasse anbietet, hat Mercedes-Benz seit 2022 mit dem EQE eine eigene Modellreihe für ein Elektroauto in diesem Segment im Programm.

### Ausstattung
Für den Wagen stehen drei Ausstattungslinien zur Wahl. Während bei der Avantgarde- und der AMG-Line-Ausstattung der Mercedes-Stern im Kühlergrill angebracht ist, ist er bei der Exclusive-Line als Motorhaubenfigur angebracht. Gegen Aufpreis lässt sich der Rahmen des Kühlergrills beleuchten. Im Innenraum sind zwei Bildschirme (hinter dem Lenkrad und in der Mittelkonsole) serienmäßig. Auf Wunsch ist ein dritter Bildschirm für den Beifahrer erhältlich. Das Infotainmentsystem basiert auf der neuesten Version von MBUX, wobei sich gegen Aufpreis auch Apps von Drittanbietern installieren lassen. Die Datenanbindung erfolgt über 5G.

### All-Terrain
Auf Basis des S 214 T-Modell wird seit Oktober 2023 wieder eine All-Terrain-Variante angeboten. Im All-Terrain sind vier Motorisierungen zu haben: Ein Ottomotor (E 450), zwei Dieselmotoren (E 220 d, E 450 d) und ein Diesel-Hybrid (E 300 de).
Die serienmäßig verbaute Ein-Kammer-Luftfederung bietet hier bis zu 46 Millimeter mehr Bodenfreiheit sowie eine stufenlose Verstelldämpfung für Zug- und Druckstufe der Stoßdämpfer. Der Allradantrieb 4MATIC ist ebenfalls serienmäßig an Bord. Darüber hinaus wird die Fahrprogrammwahl um einen Offroad-Modus erweitert. Neue Bestandteile der 360-Grad-Kamera sind der Offroad-Screen und die „transparente Motorhaube“, die beide im Zentralbildschirm wiedergegeben werden.

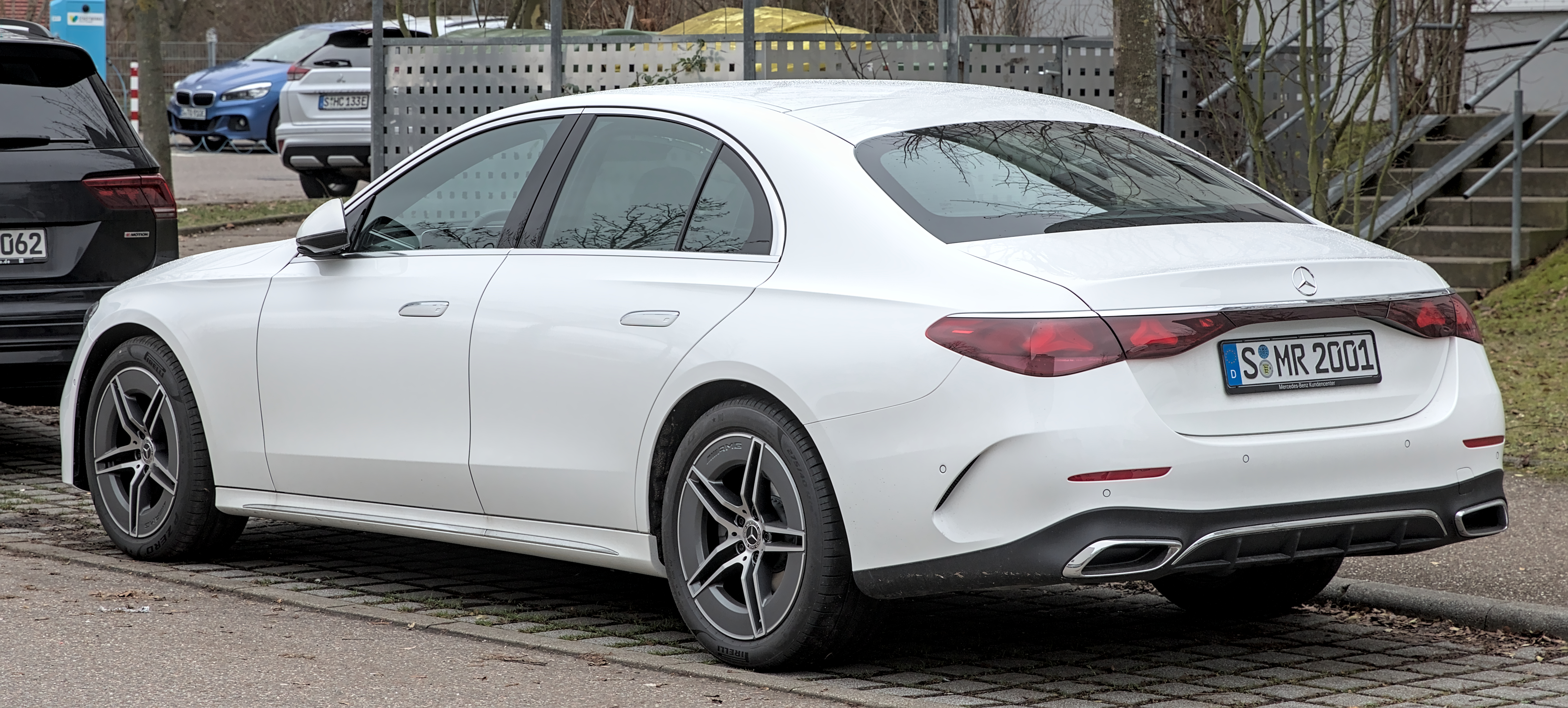
W 214 AMG-Line (Heckansicht)
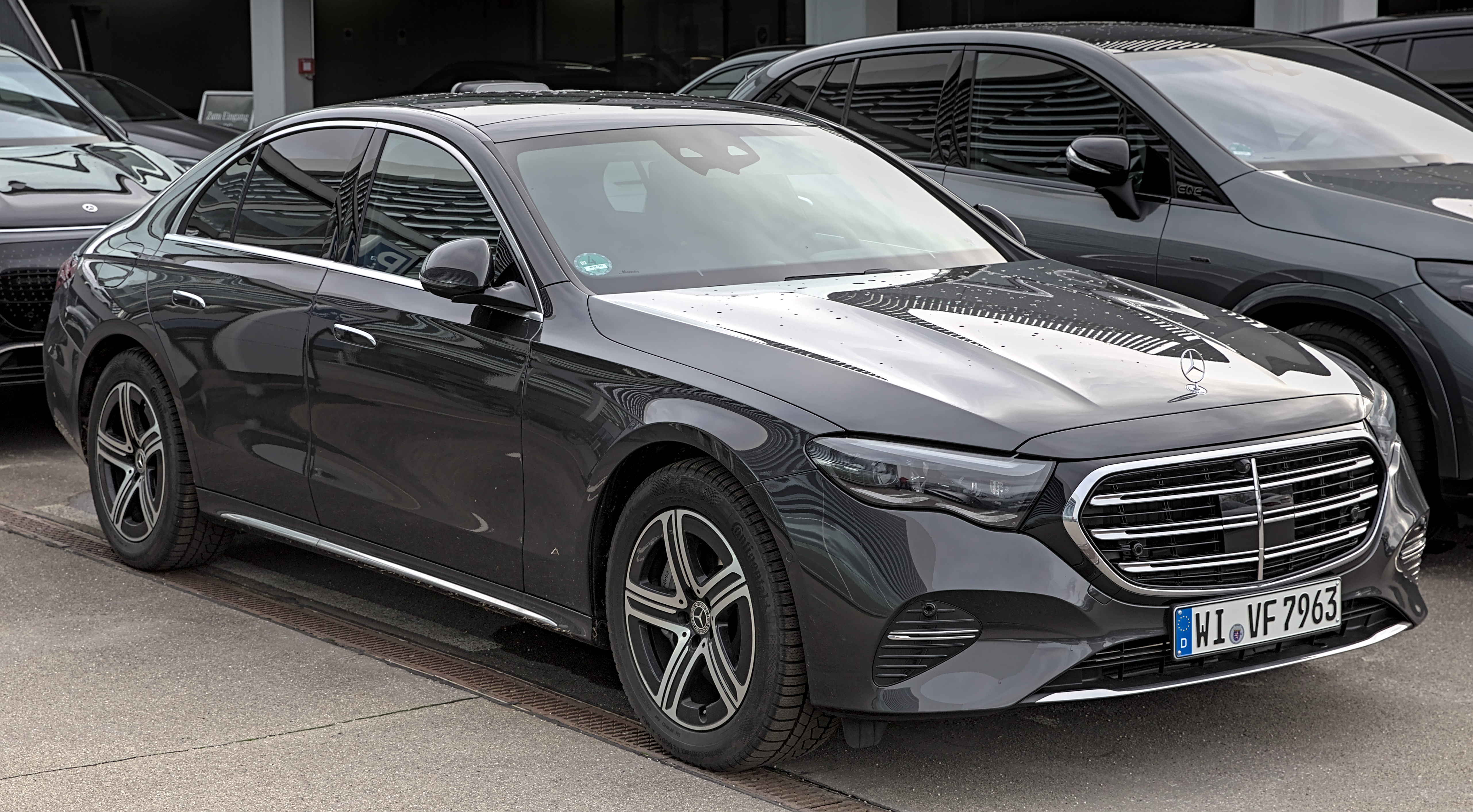
W 214 Exclusive-Line
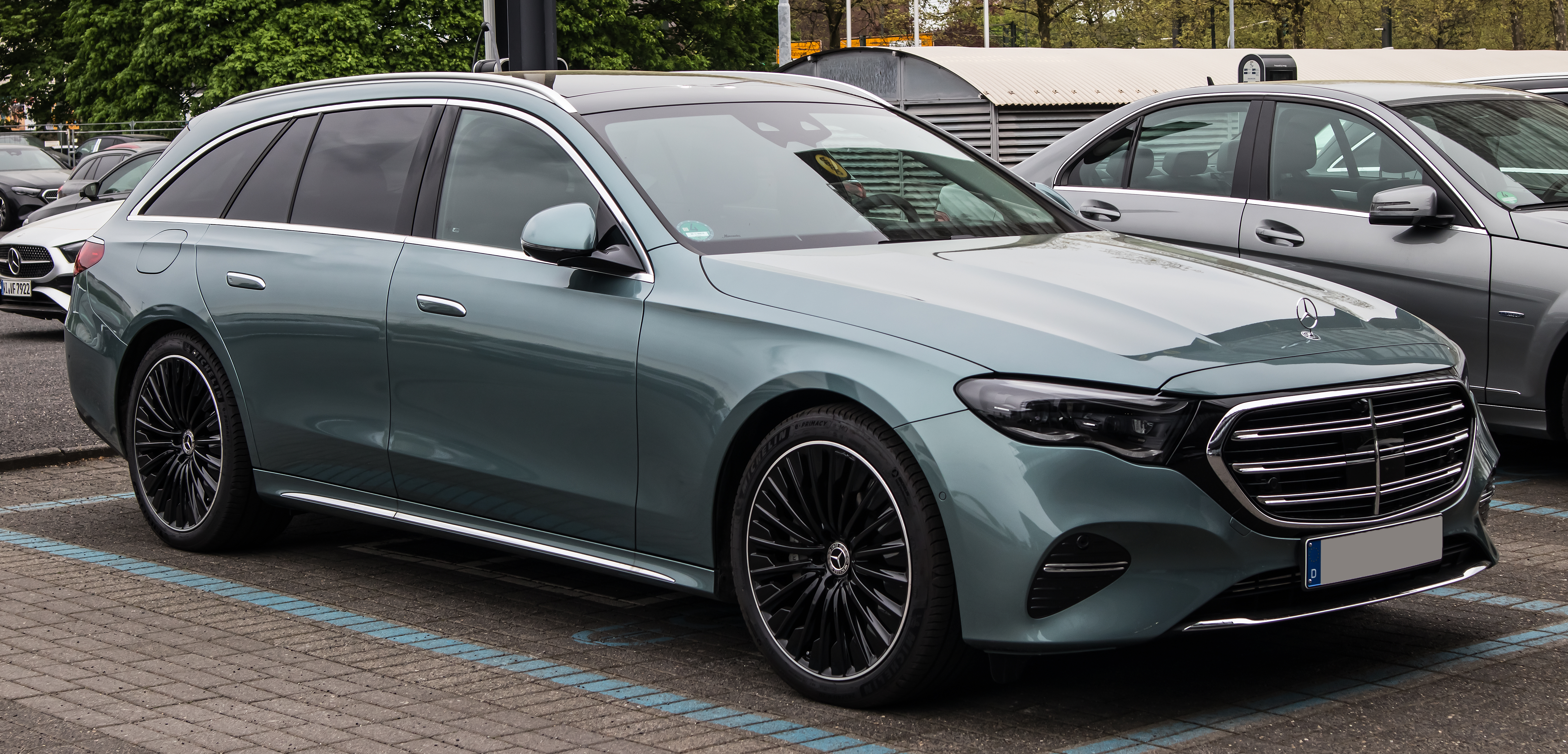
S 214 Exclusive-Line
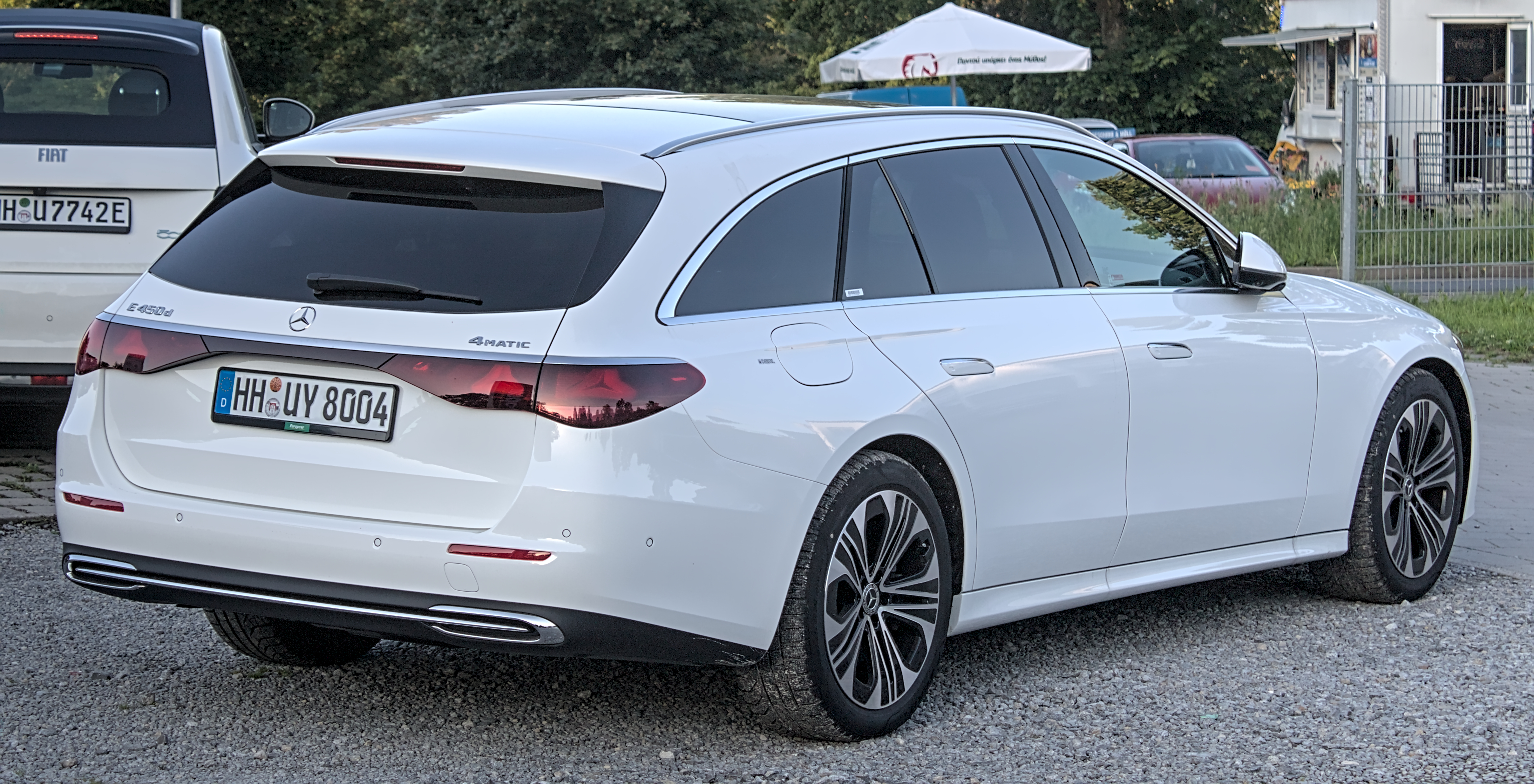
S 214 Avantgarde-Line (Heckansicht)
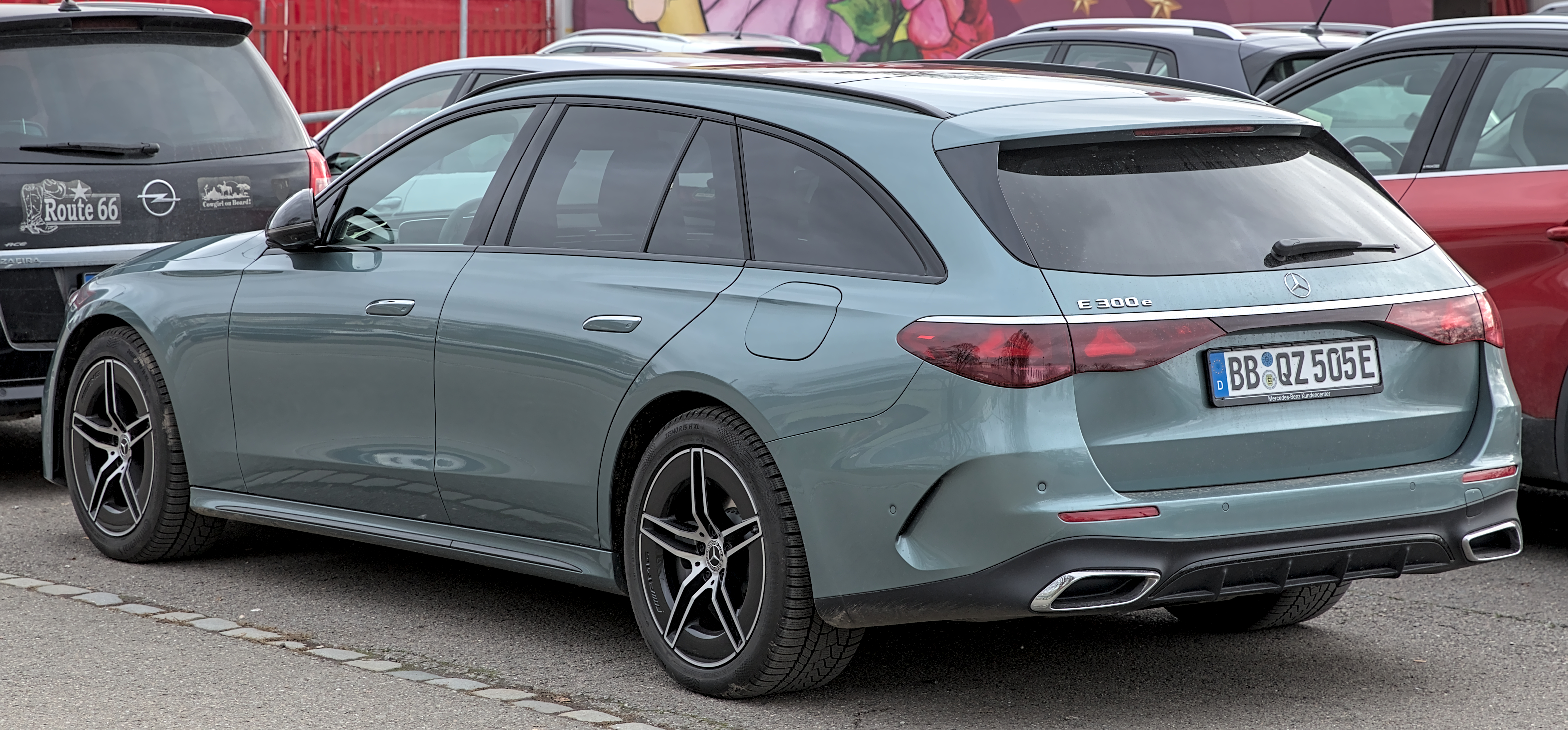
S 214 AMG-Line (Heckansicht)
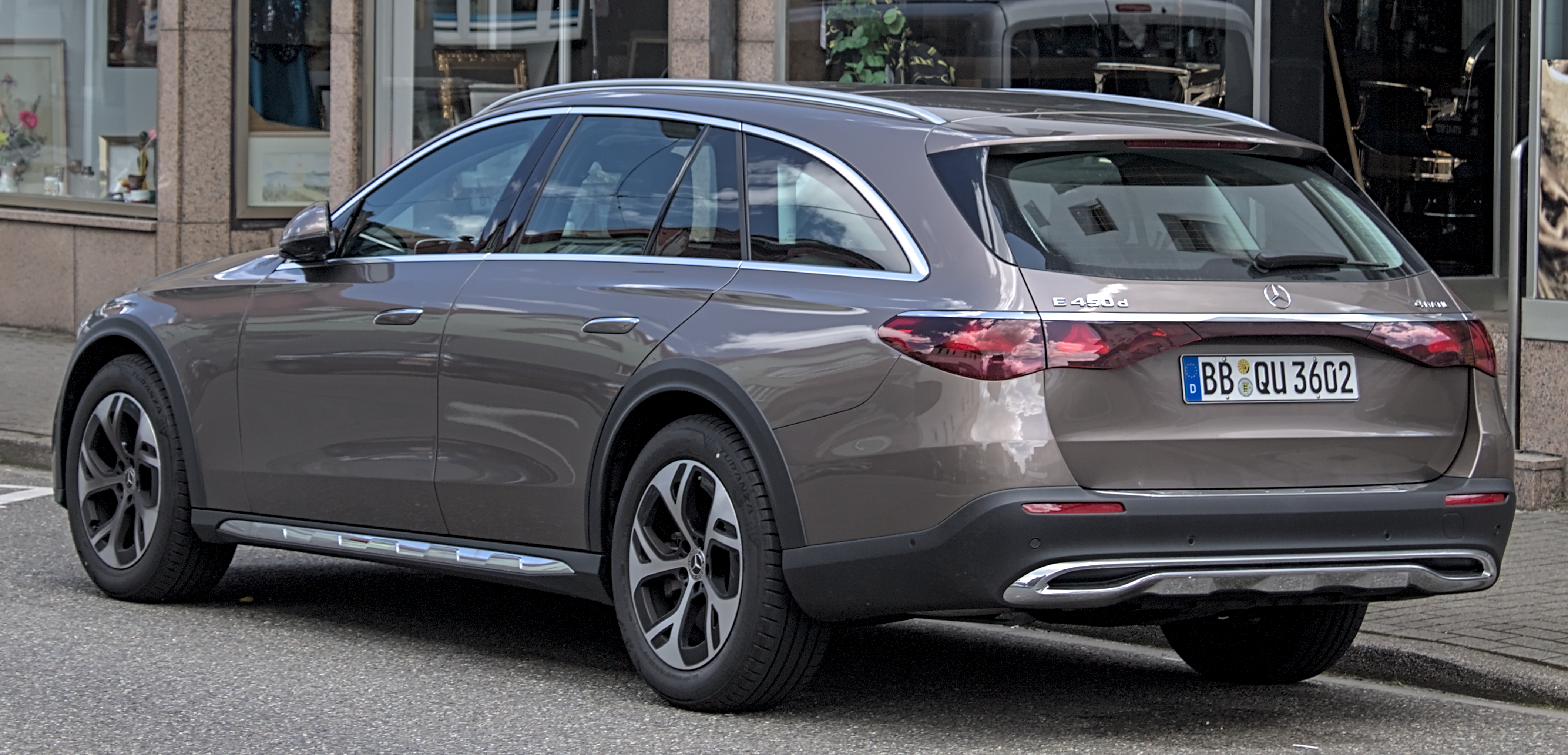
X 214 All-Terrain (Heckansicht)
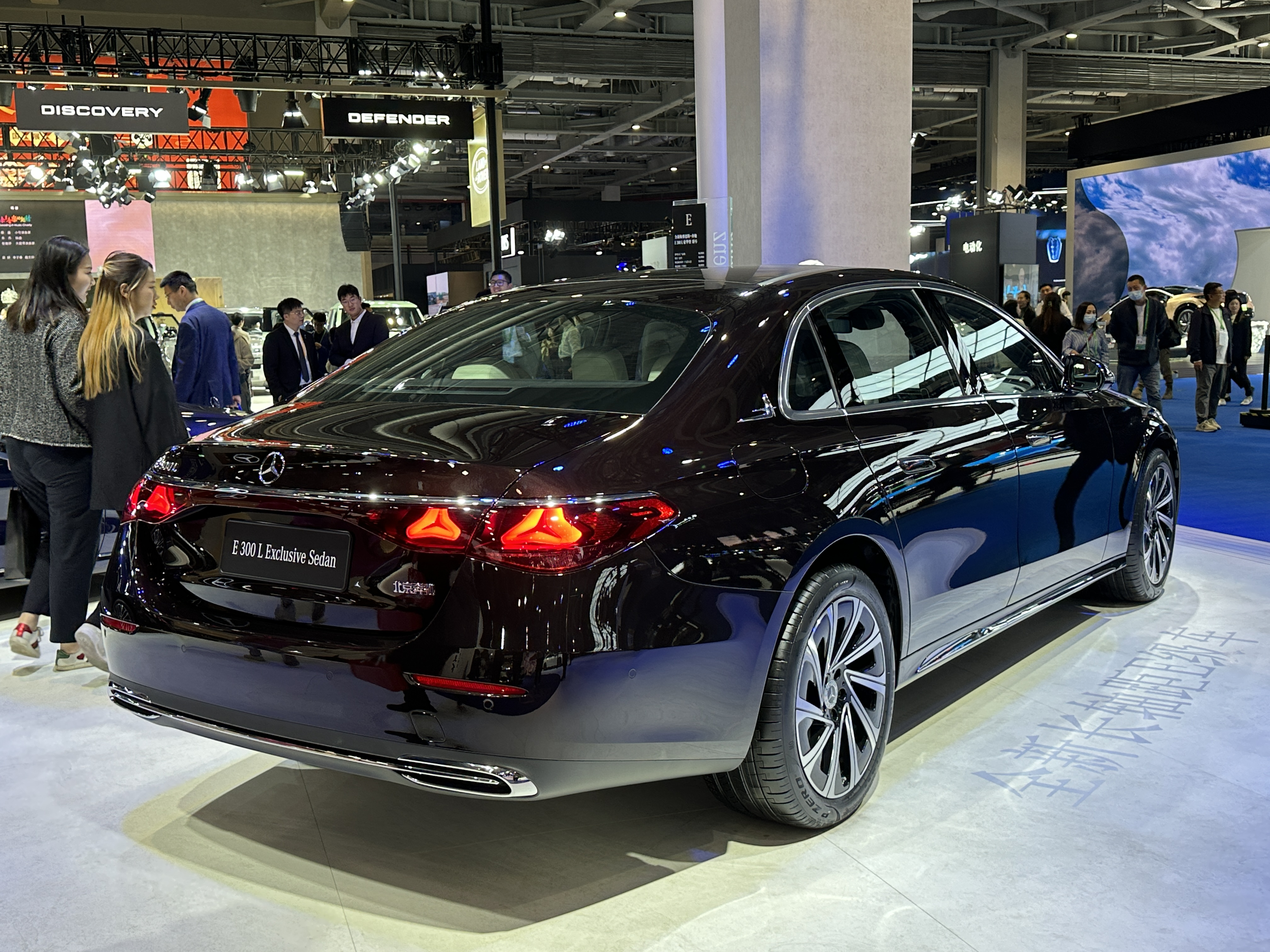
V 214 Exclusive-Line (Heckansicht)
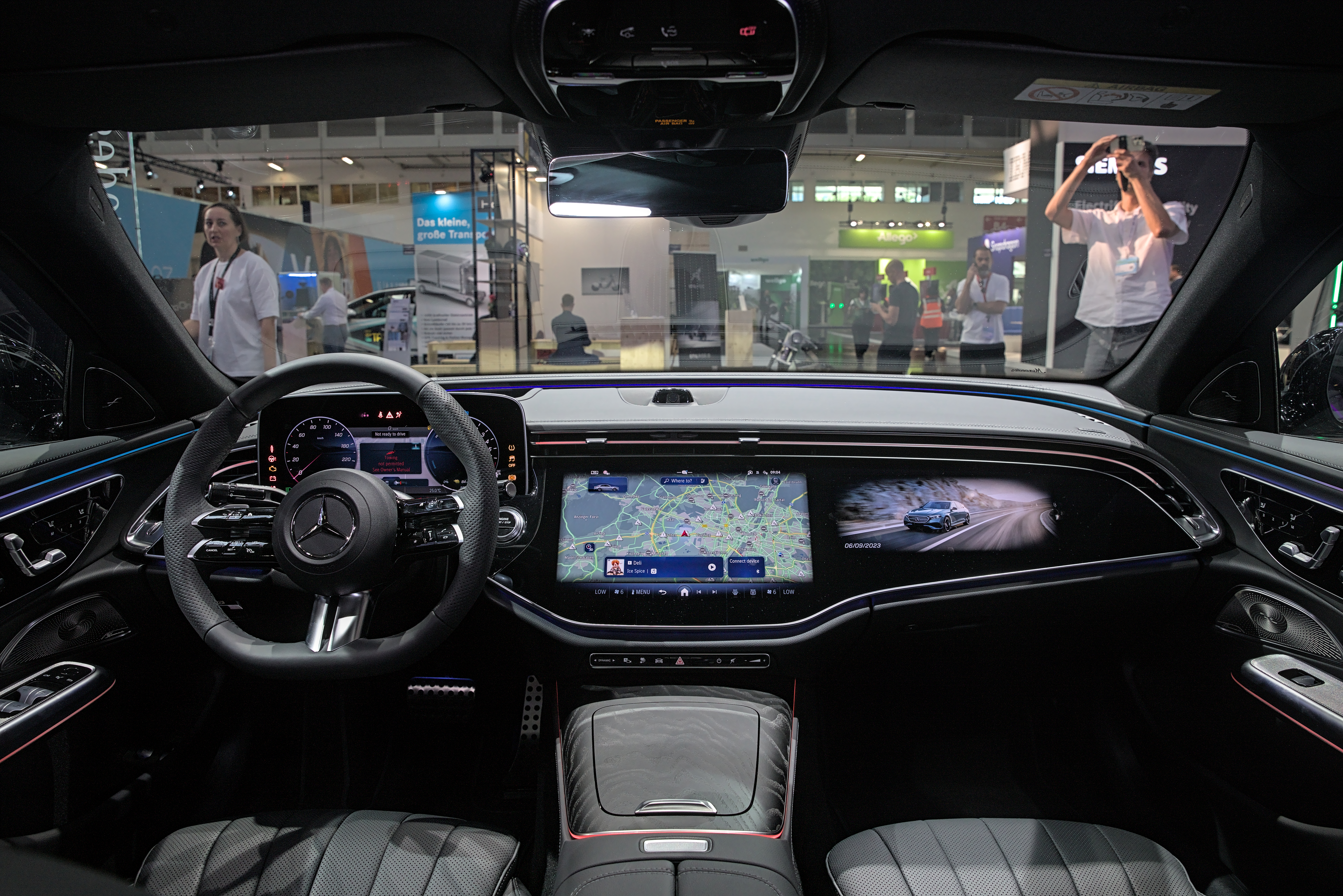
Innenansicht mit drittem Bildschirm für Beifahrer

## Sicherheit
Im Juli 2024 wurde die Baureihe 214 vom Euro NCAP auf die Fahrzeugsicherheit getestet. Sie erhielt fünf von fünf möglichen Sternen.

## Technik
Zum Marktstart wird die neue E-Klasse mit vier Motorvarianten, davon ein Ottomotor, ein Dieselmotor und zwei Plug-in-Hybride angeboten. Benziner und Diesel sind als Mild-Hybrid mit integriertem Startergenerator ausgeführt, die Plug-in-Hybride haben einen Akkumulator mit einem Energieinhalt von 25,4 kWh, der eine elektrische Reichweite nach WLTP von über 100 km ermöglicht. Da der Akku hinten im Fahrzeug eingebaut ist, reduziert sich das Kofferraumvolumen der Plug-in-Hybride von 540 Liter auf 370 Liter bei der Limousine und von 615 Liter auf 460 Liter beim T-Modell. Der Luftwiderstandsbeiwert (cw) der Limousine wird mit 0,23 und der des T-Modell mit 0,26 angegeben. Weil in der Türkei Fahrzeuge mit einem Hubraum unter 1,6 Litern weniger besteuert werden, gibt es die Baureihe ausschließlich dort mit einem 1,5-Liter-Ottomotor.
Mit Vorstellung der All-Terrain-Version debütierten auch ein Reihensechszylinder-Benziner sowie ein Diesel-Plug-in-Hybrid. Der AMG E 53 hat einen bis zu 450 kW (612 PS) starken Plug-in-Hybrid-Antrieb.
In der Grundausstattung hat der W 214 eine Stahlfederung. Die Vorderräder haben eine Vierlenkeraufhängung, die Vorderachse hat für besseren Geräusch- und Schwingungskomfort einen Fahrschemel. Die Fünflenker-Hinterachse (Raumlenkerachse) ist an einem von der Karosserie entkoppelten Achsträger montiert. Eine Hinterachslenkung ist Sonderausstattung; ebenso verbunden mit dem Technik-Paket eine Luftfederung, die die Niveauregelung enthält und die Karosserie bei Geschwindigkeiten über 120 km/h um 15 mm absenkt.
Für die Sonderausstattung des beleuchteten Rahmens des Kühlergrills werden Glasfaser-Lichtleiter eingesetzt. Bei der Sonderausstattung Burmester 4D-Surround-Soundsystem sind zwei der 21 Lautsprecher im Dachhimmel integriert, zudem wird in den Rückenlehnen der Vordersitze der Klang durch Anregung von Körperschall auch in fühlbare Bewegung umgesetzt.

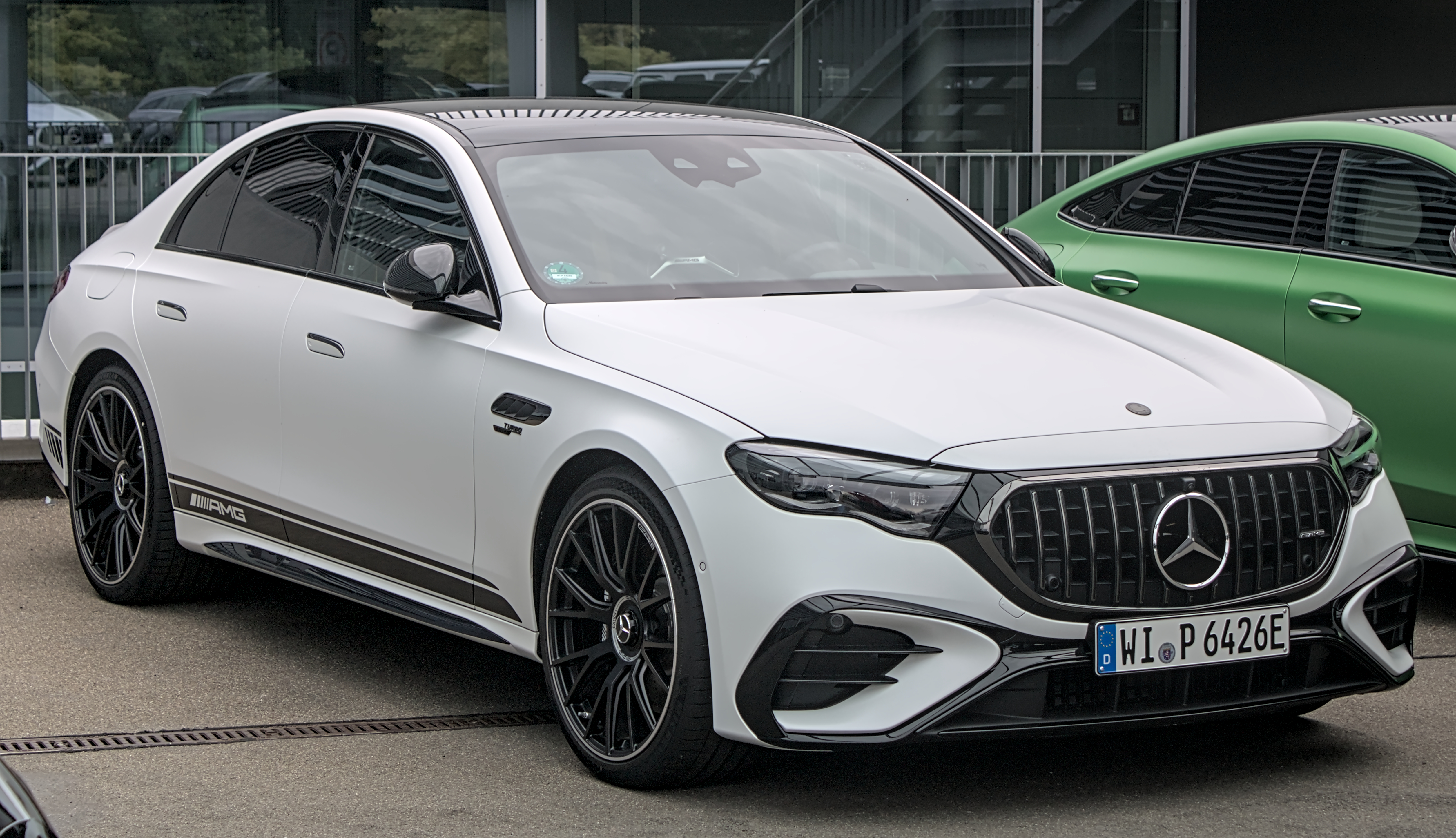
Mercedes-AMG E 53 Hybrid (seit 2024)
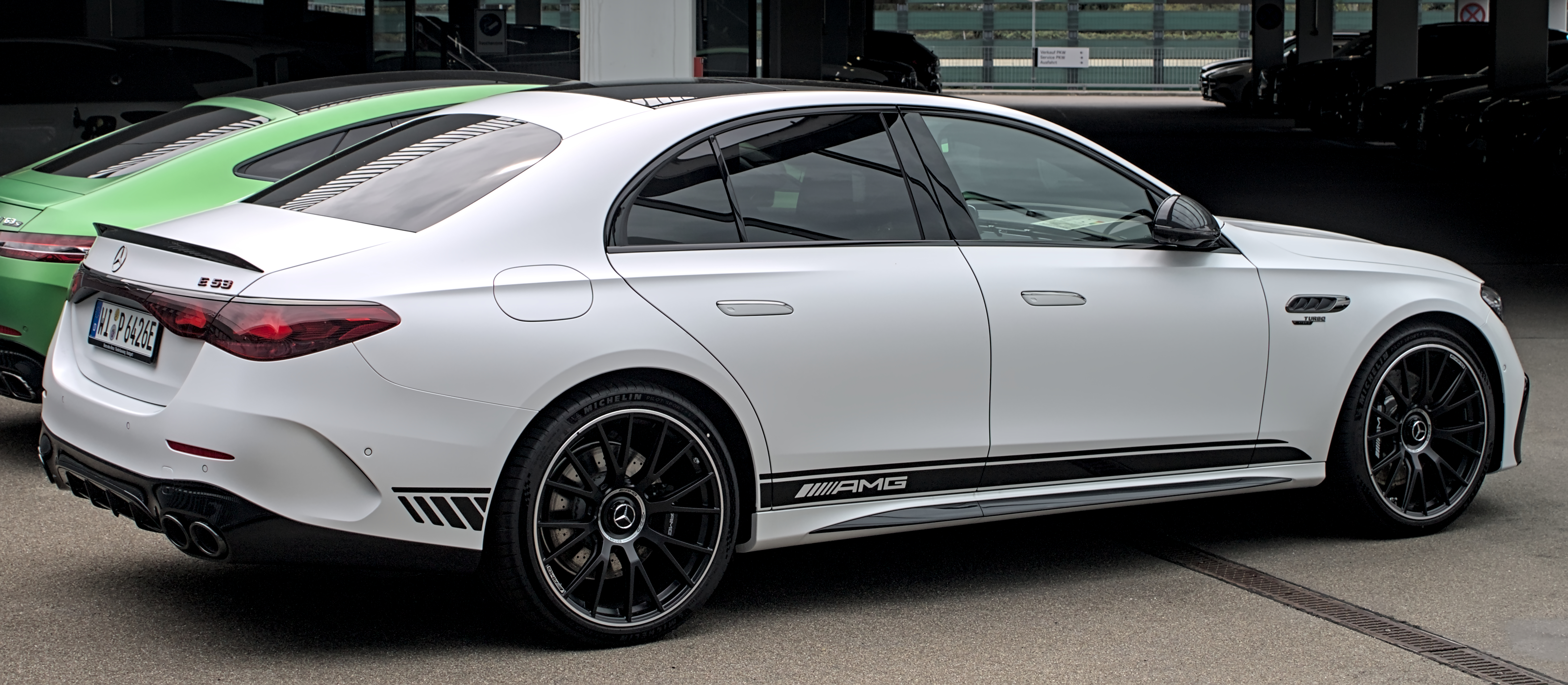
Heckansicht
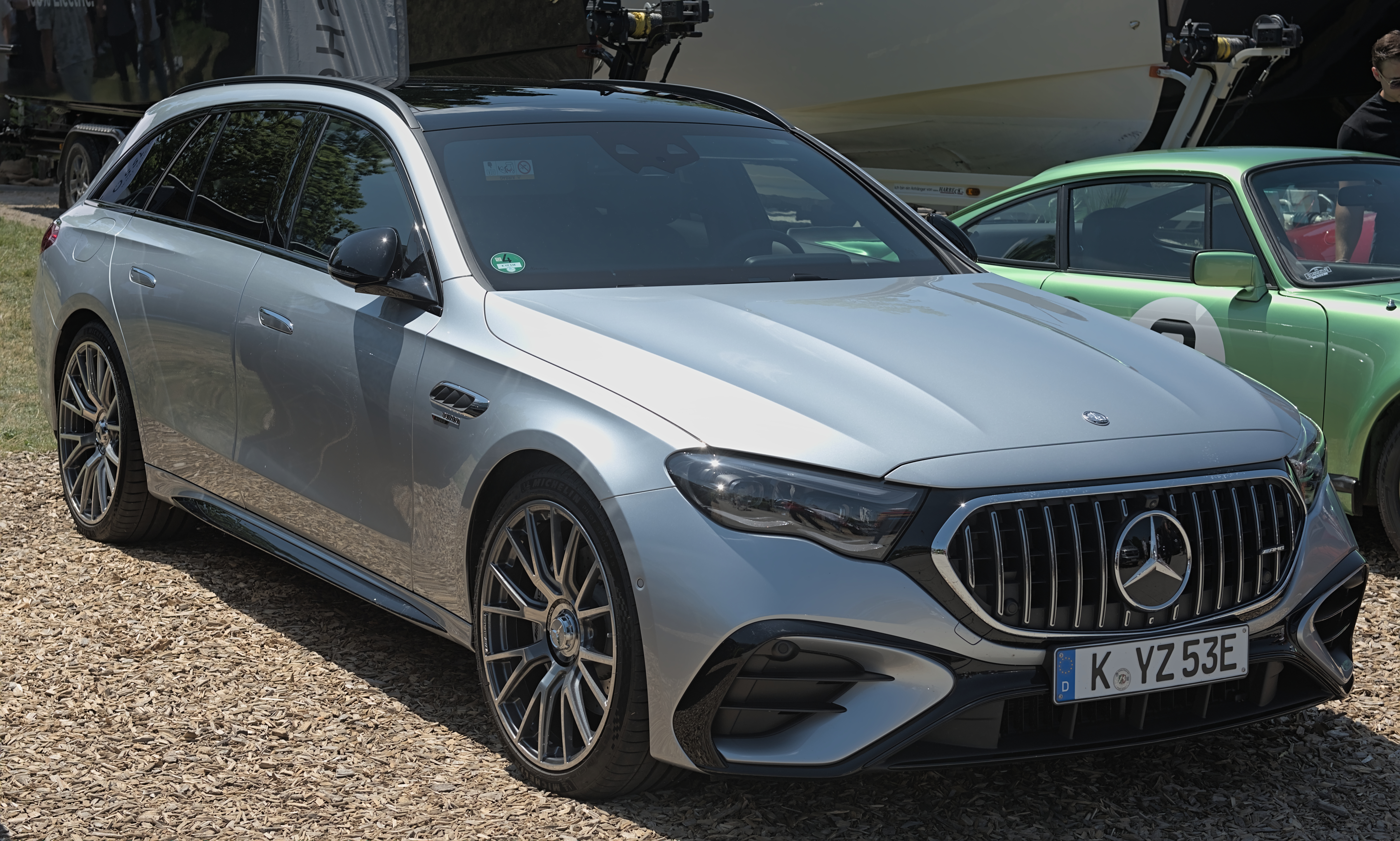
Mercedes-AMG E 53 Hybrid T-Modell (seit 2024)
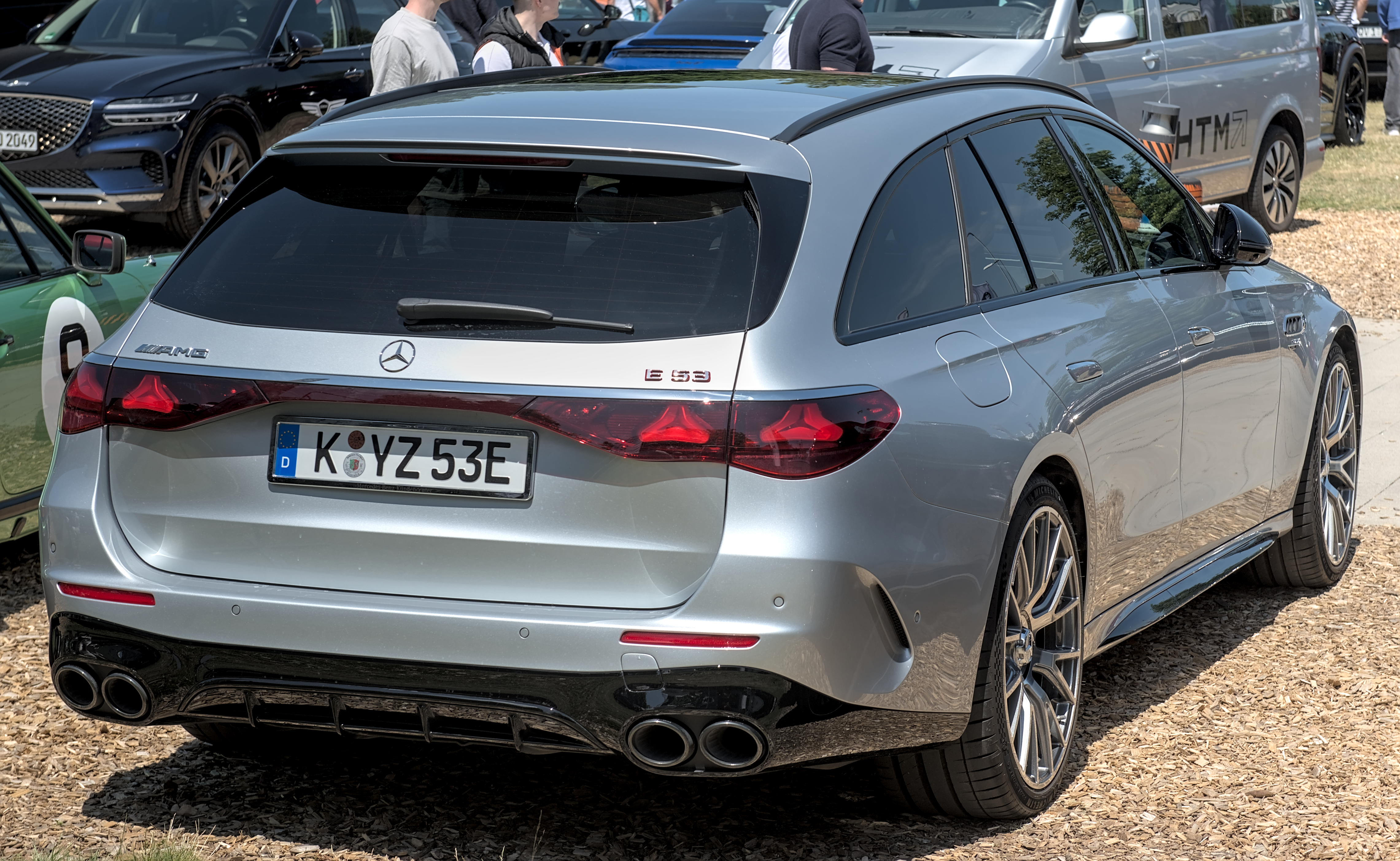
Heckansicht

### Technische Daten

#### Ottomotoren
| Kenngrößen                                              | E 180 (1)                       | E 200                                        | E 200 4MATIC                                 | E 450 4MATIC                                      | E 300 e                                                                      | E 300 e 4MATIC                                                               | E 400 e 4MATIC                                                               | AMG E 53 Hybrid 4MATIC                                                                 |
| Bauzeitraum                                             | seit 11/2023                    | seit 08/2023                                 | seit 10/2023                                 | seit 10/2023                                      | seit 09/2023                                                                 | seit 09/2023                                                                 | seit 09/2023                                                                 | seit 04/2024                                                                           |
| Motorkenndaten                                          |                                 |                                              |                                              |                                                   |                                                                              |                                                                              |                                                                              |                                                                                        |
| Motortyp                                                | R4-Ottomotor                    | R4-Ottomotor                                 | R4-Ottomotor                                 | R6-Ottomotor                                      | R4-Ottomotor + Elektromotor                                                  | R4-Ottomotor + Elektromotor                                                  | R4-Ottomotor + Elektromotor                                                  | R6-Ottomotor + Elektromotor                                                            |
| Hubraum                                                 | 1496 cm³                        | 1999 cm³                                     | 1999 cm³                                     | 2999 cm³                                          | 1999 cm³                                                                     | 1999 cm³                                                                     | 1999 cm³                                                                     | 2999 cm³                                                                               |
| max. Leistung                                           | 125 kW + 17 kW (170 PS + 23 PS) | 150 kW + 17 kW (204 PS + 23 PS) bei 5800/min | 150 kW + 17 kW (204 PS + 23 PS) bei 5800/min | 280 kW + 17 kW (381 PS + 23 PS) bei 5800–6100/min | 150 kW (204 PS) + 80 kW (109 PS) Systemleistung 230 kW (313 PS) bei 6100/min | 150 kW (204 PS) + 80 kW (109 PS) Systemleistung 230 kW (313 PS) bei 6100/min | 185 kW (252 PS) + 95 kW (129 PS) Systemleistung 280 kW (381 PS) bei 5800/min | 330 kW (449 PS) + 120 kW (163 PS) Systemleistung 430 kW (585 PS) (2) bei 5800–6100/min |
| max. Drehmoment                                         | 250 Nm                          | 320 Nm + 205 Nm bei 1600–4000/min            | 320 Nm + 205 Nm bei 1600–4000/min            | 500 Nm + 205 Nm bei 1800–5000/min                 | 320 Nm + 440 Nm Systemdrehmoment 550 Nm bei 2000–4000/min                    | 320 Nm + 440 Nm Systemdrehmoment 550 Nm bei 2000–4000/min                    | 400 Nm + 440 Nm Systemdrehmoment 650 Nm bei 3200–4000/min                    | 560 Nm + 480 Nm Systemdrehmoment 750 Nm bei 2200–5000/min                              |
| Kraftübertragung                                        |                                 |                                              |                                              |                                                   |                                                                              |                                                                              |                                                                              |                                                                                        |
| Antrieb, serienmäßig                                    | Hinterradantrieb                | Hinterradantrieb                             | Allradantrieb                                | Allradantrieb                                     | Hinterradantrieb                                                             | Allradantrieb                                                                | Allradantrieb                                                                | Allradantrieb                                                                          |
| Getriebe, serienmäßig                                   | 9G-Tronic                       | 9G-Tronic                                    | 9G-Tronic                                    | 9G-Tronic                                         | 9G-Tronic                                                                    | 9G-Tronic                                                                    | 9G-Tronic                                                                    | AMG SPEEDSHIFT TCT 9G                                                                  |
| Messwerte                                               |                                 |                                              |                                              |                                                   |                                                                              |                                                                              |                                                                              |                                                                                        |
| Höchstgeschwindigkeit Limousine                         | 225 km/h                        | 240 km/h                                     | 236 km/h                                     | 250 km/h (3)                                      | 236 km/h                                                                     | 234 km/h                                                                     | 250 km/h (3)                                                                 | 250 km/h (3) 280 km/h (3) (4)                                                          |
| Höchstgeschwindigkeit T-Modell                          | —                               | 231 km/h                                     | 226 km/h                                     | 250 km/h (3)                                      | 227 km/h                                                                     | —                                                                            | —                                                                            | 250 km/h (3) 275 km/h (3) (4)                                                          |
| Höchstgeschwindigkeit All-Terrain                       | —                               | —                                            | —                                            | 250 km/h (3)                                      | —                                                                            | —                                                                            | —                                                                            | —                                                                                      |
| Beschleunigung, 0–100 km/h Limousine                    | 8,9 s                           | 7,5 s                                        | 7,6 s                                        | 4,5 s                                             | 6,4 s                                                                        | 6,5 s                                                                        | 5,3 s                                                                        | 4,0 s 3,8 s (5)                                                                        |
| Beschleunigung, 0–100 km/h T-Modell                     | —                               | 7,8 s                                        | 7,9 s                                        | 4,7 s                                             | 6,5 s                                                                        | —                                                                            | —                                                                            | 4,1 s 3,9 s (5)                                                                        |
| Beschleunigung, 0–100 km/h All-Terrain                  | —                               | —                                            | —                                            | 4,7 s                                             | —                                                                            | —                                                                            | —                                                                            | —                                                                                      |
| Kraftstoffverbrauch auf 100 km (kombiniert) Limousine   | 6,7 l Super                     | 6,4–7,3 l Super                              | 6,8–7,8 l Super                              | 7,6–8,4 l Super                                   | 0,5–0,8 l Super + 18,4–20,7 kWh                                              | 0,6–0,9 l Super + 19,2–21,6 kWh                                              | 0,6–0,9 l Super + 19,2–21,6 kWh                                              | 0,8–1,0 l Super + 24,1–25,9 kWh                                                        |
| Kraftstoffverbrauch auf 100 km (kombiniert) T-Modell    | —                               | 6,7–7,6 l Super                              | 7,2–8,1 l Super                              | 7,9–8,7 l Super                                   | 0,6–0,9 l Super + 19,1–21,4 kWh                                              | —                                                                            | —                                                                            | 0,9–1,1 l Super + 25,0–26,7 kWh                                                        |
| Kraftstoffverbrauch auf 100 km (kombiniert) All-Terrain | —                               | —                                            | —                                            | 8,0–8,7 l Super                                   | —                                                                            | —                                                                            | —                                                                            | —                                                                                      |
| CO2-Emission (kombiniert) Limousine                     | 153 g/km                        | 144–166 g/km                                 | 155–176 g/km                                 | 171–190 g/km                                      | 12–18 g/km                                                                   | 14–20 g/km                                                                   | 14–20 g/km                                                                   | 19–23 g/km                                                                             |
| CO2-Emission (kombiniert) T-Modell                      | —                               | 152–173 g/km                                 | 163–184 g/km                                 | 178–197 g/km                                      | 13–20 g/km                                                                   | —                                                                            | —                                                                            | 21–24 g/km                                                                             |
| CO2-Emission (kombiniert) All-Terrain                   | —                               | —                                            | —                                            | 180–198 g/km                                      | —                                                                            | —                                                                            | —                                                                            | —                                                                                      |
| Abgasnorm nach EU-Klassifikation                        | Euro 6e                         | Euro 6d (seit 04/2024: Euro 6e)              | Euro 6e                                      | Euro 6e                                           | Euro 6d (seit 04/2024: Euro 6e)                                              | Euro 6d (seit 04/2024: Euro 6e)                                              | Euro 6d (seit 04/2024: Euro 6e)                                              | Euro 6e                                                                                |

#### Dieselmotoren

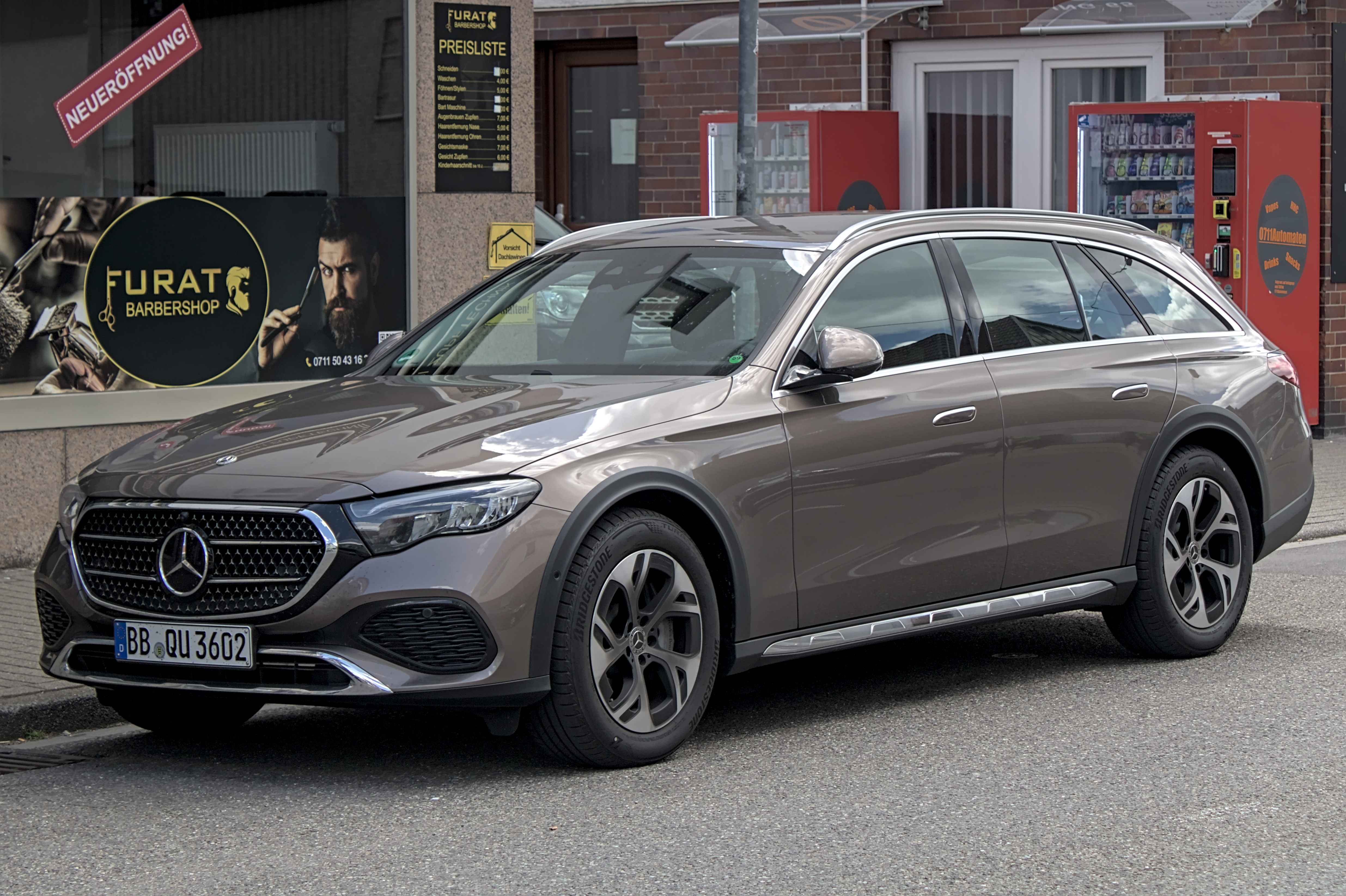
E 450 d 4MATIC All-Terrain

| Kenngrößen                                              | E 200 d                                      | E 220 d                                      | E 220 d 4MATIC                               | E 450 d 4MATIC                               | E 300 de                                                                     | E 300 de 4MATIC                                                              |
| Bauzeitraum                                             | seit 10/2024                                 | seit 08/2023                                 | seit 08/2023                                 | seit 10/2023                                 | seit 10/2023                                                                 | seit 10/2023                                                                 |
| Motorkenndaten                                          |                                              |                                              |                                              |                                              |                                                                              |                                                                              |
| Motortyp                                                | R4-Dieselmotor                               | R4-Dieselmotor                               | R4-Dieselmotor                               | R6-Dieselmotor                               | R4-Dieselmotor + Elektromotor                                                | R4-Dieselmotor + Elektromotor                                                |
| Hubraum                                                 | 1993 cm³                                     | 1993 cm³                                     | 1993 cm³                                     | 2989 cm³                                     | 1993 cm³                                                                     | 1993 cm³                                                                     |
| max. Leistung                                           | 120 kW + 17 kW (163 PS + 23 PS) bei 3600/min | 145 kW + 17 kW (197 PS + 23 PS) bei 3600/min | 145 kW + 17 kW (197 PS + 23 PS) bei 3600/min | 270 kW + 17 kW (367 PS + 23 PS) bei 4000/min | 145 kW (197 PS) + 95 kW (129 PS) Systemleistung 230 kW (313 PS) bei 5000/min | 145 kW (197 PS) + 95 kW (129 PS) Systemleistung 230 kW (313 PS) bei 5000/min |
| max. Drehmoment                                         | 380 Nm + 205 Nm bei 1800–2800/min            | 440 Nm + 205 Nm bei 1800–2800/min            | 440 Nm + 205 Nm bei 1800–2800/min            | 750 Nm + 205 Nm bei 1350–2800/min            | 440 Nm + 440 Nm Systemdrehmoment 700 Nm bei 1800–2800/min                    | 440 Nm + 440 Nm Systemdrehmoment 700 Nm bei 1800–2800/min                    |
| Kraftübertragung                                        |                                              |                                              |                                              |                                              |                                                                              |                                                                              |
| Antrieb, serienmäßig                                    | Hinterradantrieb                             | Hinterradantrieb                             | Allradantrieb                                | Allradantrieb                                | Hinterradantrieb                                                             | Allradantrieb                                                                |
| Getriebe, serienmäßig                                   | 9G-Tronic                                    | 9G-Tronic                                    | 9G-Tronic                                    | 9G-Tronic                                    | 9G-Tronic                                                                    | 9G-Tronic                                                                    |
| Messwerte                                               |                                              |                                              |                                              |                                              |                                                                              |                                                                              |
| Höchstgeschwindigkeit Limousine                         | 222 km/h                                     | 238 km/h                                     | 234 km/h                                     | 250 km/h (3)                                 | 235 km/h                                                                     | 233 km/h                                                                     |
| Höchstgeschwindigkeit T-Modell                          | 214 km/h                                     | 230 km/h                                     | 227 km/h                                     | 250 km/h (3)                                 | 225 km/h                                                                     | 223 km/h                                                                     |
| Höchstgeschwindigkeit All-Terrain                       | —                                            | —                                            | 220 km/h                                     | 250 km/h (3)                                 | —                                                                            | 213 km/h                                                                     |
| Beschleunigung, 0–100 km/h Limousine                    | 8,5 s                                        | 7,6 s                                        | 7,8 s                                        | 4,8 s                                        | 6,4 s                                                                        | 6,6 s                                                                        |
| Beschleunigung, 0–100 km/h T-Modell                     | 8,8 s                                        | 7,9 s                                        | 8,1 s                                        | 5,0 s                                        | 6,6 s                                                                        | 6,7 s                                                                        |
| Beschleunigung, 0–100 km/h All-Terrain                  | —                                            | —                                            | 8,1 s                                        | 5,0 s                                        | —                                                                            | 6,9 s                                                                        |
| Kraftstoffverbrauch auf 100 km (kombiniert) Limousine   | 4,7–5,4 l Diesel                             | 4,8–5,5 l Diesel                             | 4,9–5,7 l Diesel                             | 5,9–6,6 l Diesel                             | 0,5–0,6 l Diesel                                                             | 0,5–0,8 l Diesel                                                             |
| Kraftstoffverbrauch auf 100 km (kombiniert) T-Modell    | 4,9–5,6 l Diesel                             | 5,0–5,7 l Diesel                             | 5,2–6,0 l Diesel                             | 6,2–6,9 l Diesel                             | 0,5–0,7 l Diesel                                                             | 0,6–0,8 l Diesel                                                             |
| Kraftstoffverbrauch auf 100 km (kombiniert) All-Terrain | —                                            | —                                            | 5,3–6,0 l Diesel                             | 6,2–6,9 l Diesel                             | —                                                                            | 0,6–0,9 l Diesel                                                             |
| CO2-Emission (kombiniert) Limousine                     | 123–141 g/km                                 | 125–143 g/km                                 | 130–149 g/km                                 | 155–174 g/km                                 | 12–16 g/km                                                                   | 14–20 g/km                                                                   |
| CO2-Emission (kombiniert) T-Modell                      | 129–146 g/km                                 | 131–149 g/km                                 | 138–157 g/km                                 | 162–181 g/km                                 | 13–18 g/km                                                                   | 16–22 g/km                                                                   |
| CO2-Emission (kombiniert) All-Terrain                   | —                                            | —                                            | 139–157 g/km                                 | 164–182 g/km                                 | —                                                                            | 17–22 g/km                                                                   |
| Abgasnorm nach EU-Klassifikation                        | Euro 6e                                      | Euro 6d (seit 04/2024: Euro 6e)              | Euro 6d (seit 04/2024: Euro 6e)              | Euro 6e                                      | Euro 6e                                                                      | Euro 6e                                                                      |